# ナタリア・バンベル
ナタリア・バンベル＝ラウコフスカ（Natalia Bamber-Laskowska、1982年2月24日 - ）は、ポーランドの元女子バレーボール選手。現役時代のポジションはオポジット。元ポーランド代表。

## 来歴
- クラブチーム

スレフフ出身。1997年、ジュニアのクラブSMS PZPS Szczyrkへ入団。2005年、ムシニアンカ・ムシナに入団。2005/06シーズンの国内リーグで優勝を果たした。2007/08シーズンからはBKS BOSTIK Bielsko-Białaでプレーし、中心選手として活躍。2008/09シーズンのリーグ準優勝、2009/10シーズンのリーグでは優勝を果たした。2010/11シーズンの国内リーグではベストスパイカー賞とベストスコアラー賞を受賞した。また、ポーランドカップで優勝した。結婚、出産を経て2014/15シーズンに選手復帰する。2015/16シーズンで現役を引退した。
- 代表チーム

アンダーカテゴリーの代表として1999年、U-18欧州選手権で金メダルを獲得。2002年、シニアのポーランド代表に初選出され、同年の世界選手権でデビュー。2005年に再び代表選出され、同年の欧州選手権で金メダルを獲得、同年11月のワールドグランドチャンピオンズカップに出場した。2006年、世界選手権に出場した。2009年、欧州選手権では銅メダルを獲得した。

## 球歴
- 世界選手権 - 2002年、2006年
- グラチャン - 2005年
- ワールドグランプリ - 2005年、2006年
- 欧州選手権 - 2005年、2009年

## 受賞歴
- 2011年　2010/11ポーランドリーグ　ベストスコアラー賞、ベストスパイカー賞

## 所属クラブ
- SMS PZPS Szczyrk
- ムシニアンカ・ムシナ（2005-2007年）
- BKS BOSTIK Bielsko-Biała（2007-2012、2014-2016年）